# Zandvaartbrug
De Zandvaartbrug is een vaste brug in de Noord-Hollandse gemeente Heemstede. De brug overspant de Zandvaart en ligt in de Heemsteedse Dreef.
De brug werd in november 1928 aanbesteed en zou volgens die aanbesteding voor circa 60.000 gulden gerealiseerd worden. In september 1929 was de bouw van de brug nagenoeg klaar, inclusief een brugwachtershuis en urinoirs onder het brugdek. De brug werd uiteindelijk wel nog in 1929 opgeleverd door de  Dienst der Publieke Werken. De brug heeft een zakelijk-expressionistische stijl en is opgetrokken uit de materialen beton, baksteen en natuursteen. De brugleuningen zijn van zwaar ijzer. Het beeldhouwwerk op de ronde pilaren van de brug is van de hand van H. A. van den Eijnde. Hierop staan onder andere de naam van de brug, 1929 het jaartal van in gebruik name en het wapen van Heemstede.
Amstelbrug · Asterbrug · Blauwe Brug · Boekenrodebrug · Bosch en Hovenbrug · Bronsteebrug · Crayenesterbrug · Emausbrug · Glipperbrug · Grotbrug · Händelbrug · Houtvaartbrug · Huygensbrug · IJzeren Brug · Kwakelbrug · Leyduinbrug · Lindenbrug · Manpadsbrug · Marisbrug · Van Merlenbrug · Molenbrug · Overbosbrug · Schouwbroekerbrug · Vaartbrug · Vrijheidsbrug · Zandvaartbrug · Zandvoortsebrug